# 馬寧焦湖
0°19′S 100°12′E / 0.317°S 100.200°E

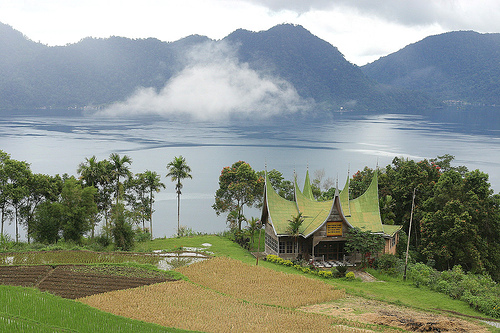

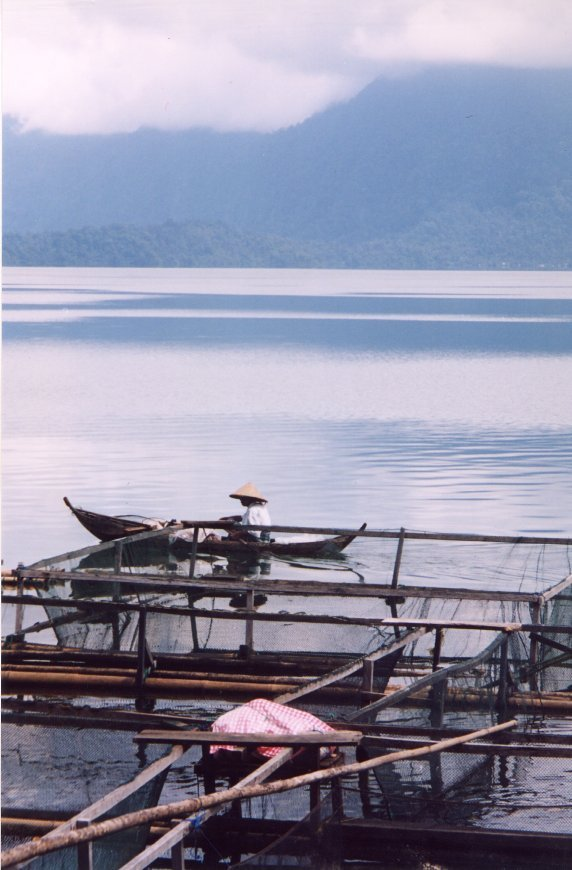

馬寧焦湖是印度尼西亞的湖泊，距離武吉丁宜36公里，由西蘇門答臘省負責管轄，長16公里、寬7公里，面積99.5平方公里，海拔高度459米，平均水深105米，最大水深165米，蓄水量10.4立方公里，海岸線長度52.68公里。